# Jorge Higuaín
Jorge Nicolás Higuaín (Buenos Aires, 8 giugno 1957) è un ex calciatore argentino, di ruolo difensore.

## Biografia
Possiede il passaporto francese. È il padre dei due ex calciatori Federico e Gonzalo Higuaín. È soprannominato El Pipa, da cui il soprannome del figlio Gonzalo, El Pipita.

## Carriera

### Club
Debutta a 19 anni nel Nueva Chicago, squadra dove rimane per 4 stagioni fino al 1980, quando si trasferisce al Gimnasia La Plata. Passato al San Lorenzo de Almagro, vi rimane fino al 1986. Al termine della stagione si trasferisce al Boca Juniors, dove gioca 59 partite segnando cinque reti; nel 1987 passa ai francesi dello Stade Brestois 29 per poi far ritorno in patria in forza al River Plate in cui dopo tre stagioni passa e chiude la carriera nel Banfield.

## Palmarès
- Campionato argentino: 1

River Plate: 1989-1990